# Гра моєї долі
Гра моєї долі (тур. Kaderimin Oyunu) — турецький телесеріал у жанрі драми створений компанією NG Medya.
Перша серія вийшла в ефір 3 грудня 2021 року.
Серіал має 1 сезон. Завершився 26-м епізодом, який вийшов у ефір 17 червня 2022 року.
Режисер серіалу — Емре Кабакусак.
Сценарист серіалу — Гюль Абус Семерджи, Меліс Везіроглу Йилмаз, Пінар Орду, Селін Ялтаал, Мері Демірлі, Бурджу Овер, Гульбайк Сонай Уте
В головних ролях — Ойкю Караель, Акін Акінозу, Сарп Апак, Мерич Арал.

## Сюжет
Асія 32-річна молода жінка, мати двох дітей. В юності вона зустріла Джемаля, вони закохалися одне в одного і таємно одружилися. Через роки Джемаль заводить інтрижку з Хелін Демірхан і коли з'ясовується, що вона вагітна, він обирає її та багате життя. Асіє доводиться справлятися з двома дітьми. У її житті з'являється Махір, який виріс у прибудові будинку Демірхан. Махір допомагає їм і приводить їх у особняк, не підозрюючи, що своїм рішенням він змінить долю всіх.

## Актори та ролі
| Актор               | Роль            |
| ------------------- | --------------- |
| Ойкю Караель        | Асія Їлмаз Кая  |
| Акін Акінозу        | Джемал Кая      |
| Сарп Апак           | Махір Демірхан  |
| Мерич Арал          | Хелін Демірхан  |
| Есра Дерманджиоглу  | Західе Демірхан |
| Мюфіт Каяджан       | Харун Демірхан  |
| Єшим Гюль           | Еміне Кутай     |
| Іраз Акджам         | Нергіс Кая      |
| Йилдирим Озджан     | Угур Кая        |
| Улькю Дуру          | Недрет Демірхан |
| Каан Чакир          | Раці Демірхан   |
| Онур Більге         | Фікрет Кутай    |
| Айча Коптур         | Гульсум Кутай   |
| Есенгул Айпек       | Зухаль          |
| Барту Барлас Бозаці | Ахмет Кая       |
| Джемре Меліс Чинар  | Мерал           |
| Ельміра Акгун       | Ілайда Демірхан |
| Мустафа Арда Ішик   | Алікан Кутай    |
| Альпер Ірван        | Несмі           |

## Сезони
| Сезон          | Епізоди | Епізоди | Оригінальний показ | Оригінальний показ | Оригінальний показ |
| Сезон          | Епізоди | Епізоди | Перший показ       | Останній показ     | Мережа             |
| -------------- | ------- | ------- | ------------------ | ------------------ | ------------------ |
| Сезон 1 (2021) | 26      | 26      | 3 грудня 2021      | 17 червня 2022     | Star TV            |

## Рейтинги серій
| Сезон 1 (2021-2022) | Сезон 1 (2021-2022) | Сезон 1 (2021-2022) | Сезон 1 (2021-2022) |
| Серія               | Рейтинг (TOTAL)     | Рейтинг (AB)        | Рейтинг (ABC1)      |
| ------------------- | ------------------- | ------------------- | ------------------- |
| 1.                  | 3.64                | 3.18                | 3.30                |
| 2.                  | 5.50                | 4.25                | 5.62                |
| 3.                  | 5.85                | 5.50                | 5.82                |
| 4.                  | 6.76                | 5.34                | 6.12                |
| 5.                  | 5.14                | 4.15                | 4.36                |
| 6.                  | 4.91                | 4.01                | 4.10                |
| 7.                  | 4.64                | 3.69                | 4.00                |
| 8.                  | 4.66                | 3.95                | 4.08                |
| 9.                  | 4.45                | 3.78                | 3.78                |
| 10.                 | 4.37                | 3.11                | 4.08                |
| 11.                 | 3.98                | 2.68                | 3.12                |
| 12.                 | 4.19                | 3.36                | 3.92                |
| 13.                 | 3.52                | 2.28                | 2.97                |
| 14.                 | 3.69                | 2.80                | 3.14                |
| 15.                 | 3.24                | 2.22                | 2.78                |
| 16.                 | 3.38                | 2.91                | 2.66                |
| 17.                 | 3.17                | 2.28                | 2.69                |
| 18.                 | 3.02                | 2.13                | 2.44                |
| 19.                 | 2.66                | 2.44                | 2.28                |
| 20.                 | 2.93                | 1.87                | 2.46                |
| 21.                 | 3.08                | 2.09                | 2.52                |
| 22.                 | 2.54                | 1.78                | 2.05                |
| 23.                 | 2.56                | 1.73                | 1.91                |
| 24.                 | 2.59                | 1.62                | 1.89                |
| 25.                 | 2.45                | 2.01                | 2.29                |
| 26. (Final)         | 2.02                | 1.18                | 1.52                |